# Omgekeerde achtbaan
Een omgekeerde achtbaan is een achtbaantype, waarbij men niet zoals gewoonlijk in karretjes boven op de baan zit, maar waarbij de karretjes aan de onderkant van de baan hangen. Bij een omgekeerde achtbaan zitten de karretjes direct vast aan het onderstel en volgen dus precies de helling en de oriëntatie van de baan, zoals bij een gewone achtbaan waarbij de trein boven op de baan rijdt.
In het dagelijkse spraakgebruik spreekt men vaak foutievelijk van een hangende achtbaan, wat echter niet hetzelfde is. In tegenstelling tot de omgekeerde achtbaan, kunnen de karretjes van een hangende achtbaan zijwaarts zwenken.

## Geschiedenis
In 1990 werd de eerste omgekeerde achtbaan ontworpen door het Zwitserse bedrijf Bolliger & Mabillard. In 1992 werd de eerste baan gebouwd: Batman: The Ride in Six Flags Great America. De attractie bleek een succes en de omgekeerde achtbanen werden in hoog tempo gebouwd in diverse parken. In 1994 verschenen de banen ook in Europa, zowel in Alton Towers als in Walibi Holland kon men sindsdien een achtbaanritje in een omgekeerde achtbaan maken. Zowel de Nemesis (Alton Towers) als de Condor (Walibi Holland) zijn nog steeds in werking.
De belangrijkste bouwers zijn Vekoma en het eerder genoemde B&M. Ook Intamin en kleinere bedrijven fabriceren zo nu en dan een omgekeerde achtbaan. Waar B&M meerdere modellen heeft, staat Vekoma vooral bekend om haar Suspended Looping Coaster-ontwerp, en sinds 2020 om de soepelere Suspended Thrill Coaster. Het prototype van dit ontwerp was de (El) Condor in Walibi Holland; inmiddels zijn er wereldwijd al 30 banen van dit type te vinden, exclusief enkele variaties op deze baan.

## Technische kenmerken

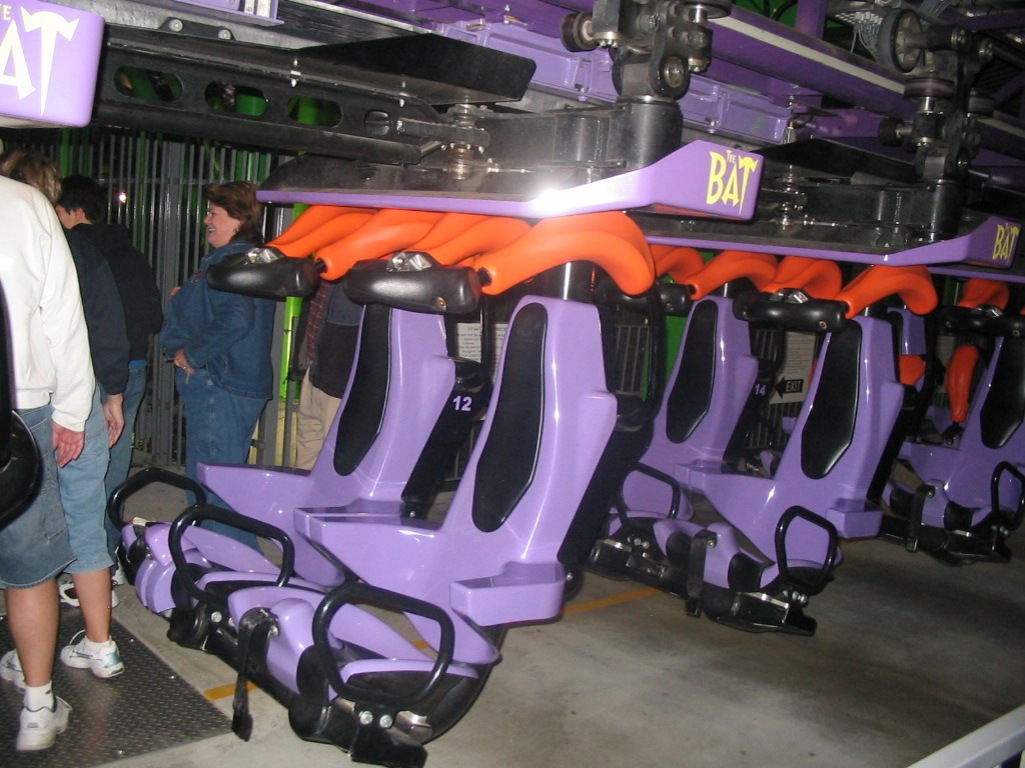
Trein van een omgekeerde achtbaan

Omgekeerde achtbanen hebben altijd treinen bestaande uit meerdere karretjes met vooruit kijkende stoelen. Een gebruikelijke indeling voor de karretjes is één rij per karretje met twee of vier stoelen per rij. Gewoonlijk hebben de treinen geen vloer zodat de benen van de passagiers in de lucht hangen wat een andere ervaring oplevert dan een gesloten karretje.
Treinen van omgekeerde achtbanen zijn uitgevoerd met zowel een veiligheidsbeugel die over het hoofd naar beneden komt (schouderbeugel) als een gordel. De gordel is ter voorkoming van het onderuitzakken in de stoel waardoor iemand in theorie onder de beugel langs zou kunnen schuiven. Meestal is dit door de vorm van de stoel echter niet mogelijk.
In tegenstelling tot een hangende achtbaan heeft een omgekeerde achtbaan vaak inversies zoals loopings en kurkentrekkers. De baan van een omgekeerde achtbaan is niet altijd gesloten, zo bestaan er omgekeerde shuttle-achtbanen, zoals de Giant Inverted Boomerang, waarbij de trein zowel voorwaarts als achterwaarts over de baan rijdt.

## Omgekeerde achtbanen in Nederland, België en Duitsland
In Nederland is er ook een te bezoeken: de Condor in Walibi Holland. In België is een baan van dit type in Walibi Belgium te vinden, genaamd Vampire. Beide banen zijn een prototype van Vekoma. In Duitsland kan men terecht in Movie Park Germany (Jimmy Neutron's Atomic Flyer en Iron Claw), Phantasialand (Black Mamba), Erlebnispark Tripsdrill (Hals-über-Kopf) en Heide-Park (Toxic Garden). Daarnaast moet in 2025 na drie jaar uitstel de aangedreven omgekeerde achtbaan Gozimba in Serengeti Park opengaan.
6 van deze 7 achtbanen werden gebouwd door Vekoma, Black Mamba is de enige die door B&M ontworpen werd.

## Lijst van omgekeerde achtbanen[5]

### Afrika
Egypte
- Dragon Force (El Malahy)
- Roller Coaster (Dream Park)

 Zuid-Afrika
- Anaconda (Gold Reef City)

### Azië
China (enkel attractieparken met ten minste 3 achtbanen)
- AirSea Battle (Qingdao Sunac Land)
- Chang'e Roller Coaster (Yinxian Resort)
- Crazy of Tornado (Penglai Euro Park)
- Dinosaurus' Wervelkolom (Lewa Adventure)
- Dizzy Love & Whirling Passion (Discoveryland)
- Dragon in Clouds (Happy Valley)
- Dragon Rider (Floraland)
- Dueling Dragons (Guangzhou Sunac Land)
- Family Inverted Coaster (Happy Valley)
- Flare Meteor (Fantawild Adventure)
- Flying and Floating Over the Clouds and Water (Gingko Lake Amusement Park)
- Garden Fantasy (Guangzhou Sunac Land)
- Giant Inverted Boomerang (Jin Jiang Action Park)
- Golden Wings over the Snowfield (Happy Valley)
- Grand Showman (Oriental Heritage)
- Hangende Achtbaan (Colorful World)
- Hangende Achtbaan (Dinosaur Dreamworks)
- Hangende Achtbaan (Visionland)
- Happy Angel (Harbin Sunac Land)
- Jurassic Flyers (Universal Studios Beijing)
- King of Kings (Guiyang Happy World)
- Laoshan Flying Dragon  (Qingdao Sunac Land)
- Legendary Twin Dragon (Chongqing Sunac Land)
- Light-Speed Coaster (Hot Go Park)
- Mayan Mountain Dragon (Hangzhou Paradise)
- NDH Flying Lion Coaster (Nandaihe International Amusement Center)
- Roller Coaster (Happy World)
- Silk Road Speed (Silk Road Dreamland)
- Snow Mountain Flying Dragon (Happy Valley Shenzhen)
- Soaring Dragon & Dancing Phoenix (Nanchang Sunac Land)
- Super Cool Roller Coaster (Shantou kinderpark)
- Suspended Looping Coaster (Victory Kingdom)
- Twin Dragon (Oriental Neverland)
- Twister (Quancheng Euro Park)
- Warrior's Roller Coaster (Xuzhou Amusement Land)

 Israël
- Kumba (Superland)

 Japan
- Diavlo (Himeji Central Park)
- F2: Fright Flight (Nasu Highland Park)
- Orkaan (Rusutsu Resort)
- Nio (Greenland)
- Pyrenees (Parque Espana-Shima Spain Village)

 Kazachstan
- Anaconda (Fantasy World)

 Filipijnen
- Star Flyer (Star City)

 Singapore
- Battlestar Galactica (Universal Studios Singapore)
- Puss In boots' Giant Journey (Universal Studios Singapore)

 Thailand
- Vortex (Siam Amazing Park)

 Taiwan
- Screaming Condor (Leofoo Village)
- Mayan Adventure (Formosan Aboriginal Culture Village)

 Verenigde Arabische Emiraten
- Bandit Bomber (Yas Waterworld)
- Fast and Furry-ous (Warner Bros. World Abu Dhabi)
- Dragon Gliders (Motiongate Dubai)

 Vietnam
- Queen Cobra (Asia Park)
- ? (Mường Thanh Water Park)

 Zuid-Korea
- Phaethon (Gyeongju World)

### Europa
België
- Vampire (Walibi Belgium)

 Duitsland
- Arthur (Europa Park)
- Black Mamba (Phantasialand)
- Hals-Über-Kopf (Erlebnispark Tripsdrill)
- Toxic Garden (Heide Park)
- Iron Claw (Movie Park germany)

 Denemarken
- DrageKongen (Djurs Sommerland)

 Finland
- Tornado (Särkänniemi)

 Frankrijk
- Monster (Walygator Grand-Est)
- Oziris (Parc Astérix)
- Triops (Bagatelle)

 Ierland
- Fianna Force (Emerald Park)

 Italië
- Katun (Mirabilandia)
- Diabolik (Movieland Park)
- Blue Tornado (Gardaland)
- Mirage Rosso (Zoosafari Fasanolandia)

 Nederland
- Condor (Walibi Holland)

 Noorwegen
- Storm - The dragon Legend (Tusenfryd)

 Polen
- Roller Coaster Mayan (Energylandia)

 Rusland
- Euro Star (Anapa Park Jungle)
- Quantum Leap (Sochi Park)

 Spanje
- Jaguar (Isla Mágica)
- Shadows of Arkham (Parque Warner Madrid)
- Stunt Fall (Parque Warner Madrid)
- Tornado (Parque de Atracciones de Madrid)
- Titánide (Terra Mítica)

 Verenigd Koninkrijk
- Nemesis Reborn (Alton Towers)
- Infusion (Pleasure Beach Blackpool)
- Kumali (Flamingo Land)
- Odyssey (Fantasy Island)
- Nemesis Inferno (Thorpe Park)

 Zweden
- Monster (Gröna Lund)

### Noord-Amerika
Verenigde Staten
- Afterburn (Carowinds)
- Aftershock (Silverwood Theme Park)
- Alpengeist (Busch Gardens Williamsburg)
- Banshee (Kings Island)
- Batman: The Ride (Six Flags Great America)
- Batman: The Ride (Six Flags Great Adventure)
- Batman: The Ride (Six Flags Magic Mountain)
- Batman: The Ride (Six Flags New Orleans)
- Batman: The Ride (Six Flags Over Georgia)
- Batman: The Ride (Six Flags Over Texas)
- Batman: The Ride (Six Flags St. Louis)
- Flight Deck (California's Great America)
- Goliath (Six Flags Fiesta Texas)
- Goliath (Six Flags New England)
- Great Bear (Hersheypark)
- Invertigo (Kings Island)
- Kong (Six Flags Discovery Kingdom)
- Montu (Busch Gardens Tampa)
- Nopuko Air Coaster (Lost Island Theme Park)
- Professor Screamore's SkyWinder (Six Flags America)
- Raptor (Cedar Point)
- Riddler Revenge (Six Flags New England)
- Twisted Typhoon (Wild Adventures)
- Vertical Velocity (Six Flags Great America)

 Canada
- Vampire (La Ronde)
- Ednör - L'Attaque (La ronde)
- Flight Deck (Canada's Wonderland)
- Silver Streak (Canada's Wonderland)

 Mexico
- Batman The Ride (Six Flags Mexico)

### Oceanië
Australië
- Kenny's Forest Flyer (Dreamworld)

### Zuid-Amerika
Argentinië
- Desafío (Parque de la Costa)

 Brazilië
- Inversa (Ácqua Lokos)
- Firewhip (Beto Carrero World)
- Magic Bee (Cidade da Criança)

 Chili
- Raptor (Fantasilandia)

 Colombia
- ? (Parque del Café)

## Galerij

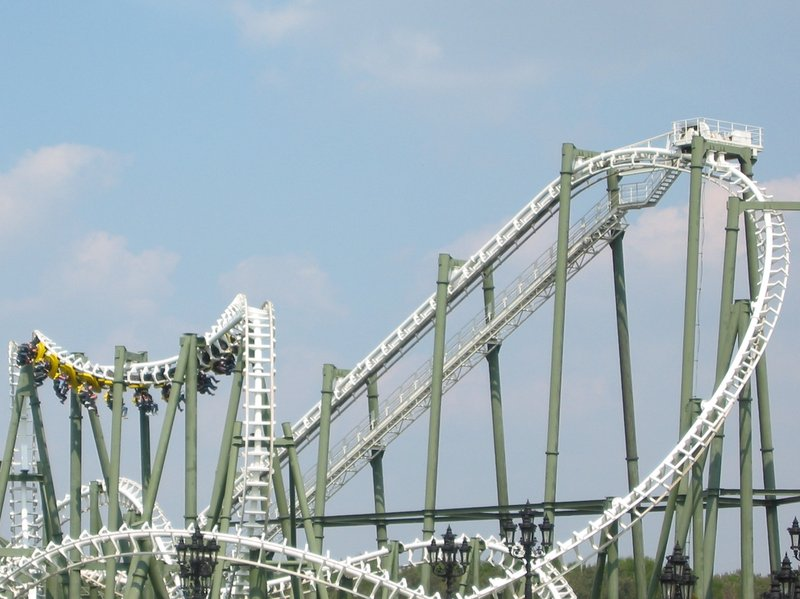
Limit in Heide-Park
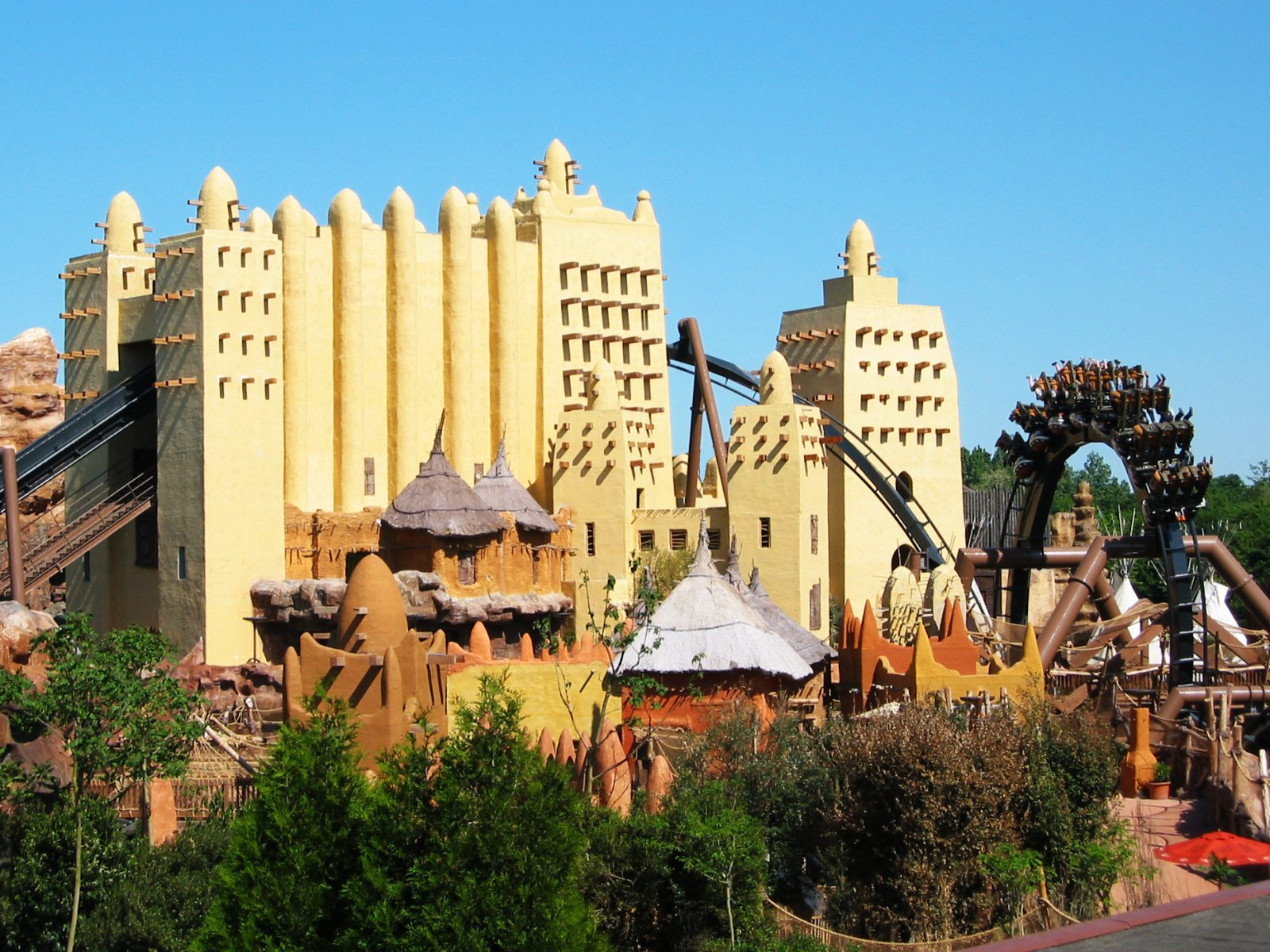
Black Mamba in Phantasialand
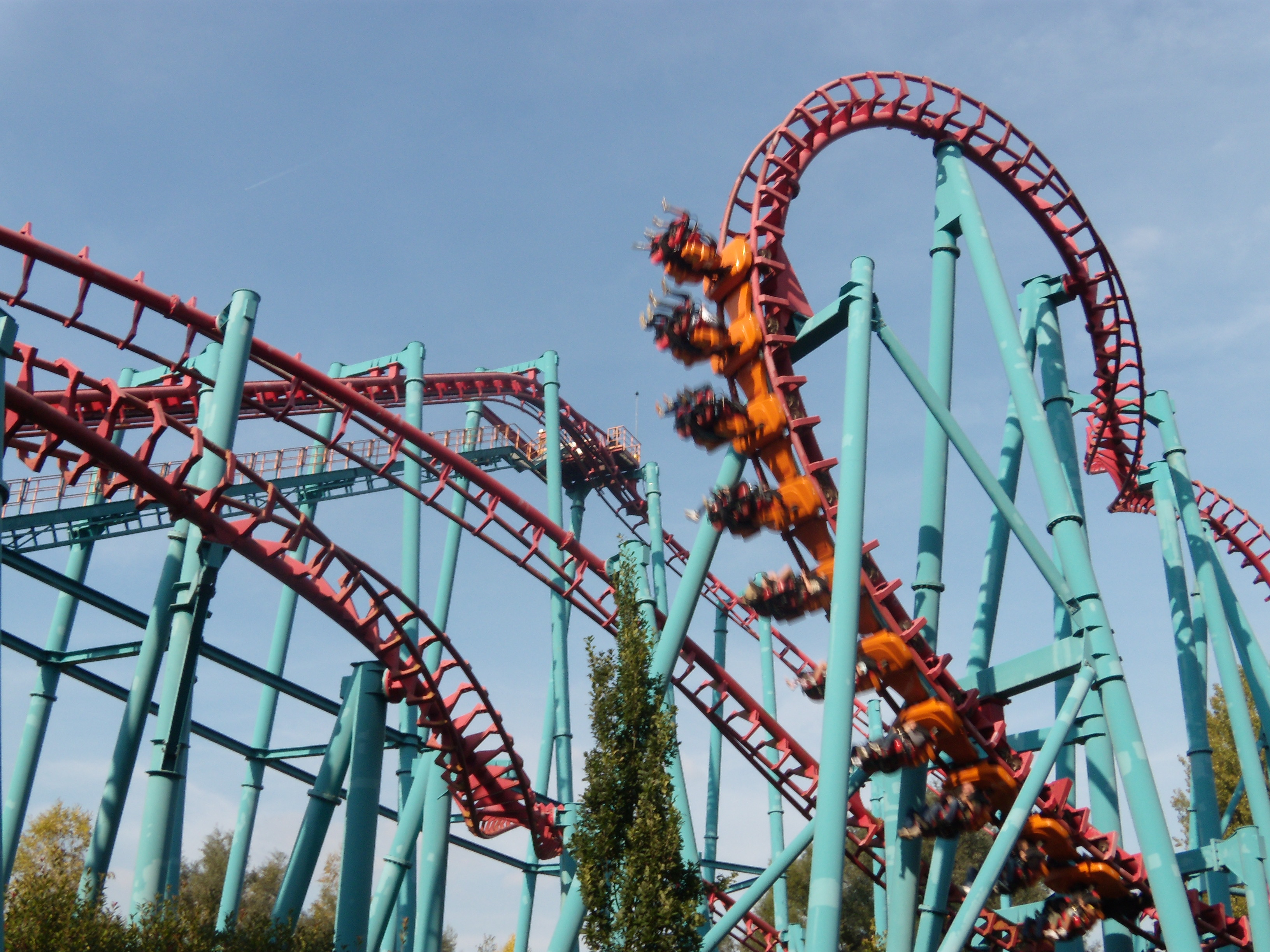
Vampire in Walibi Belgium
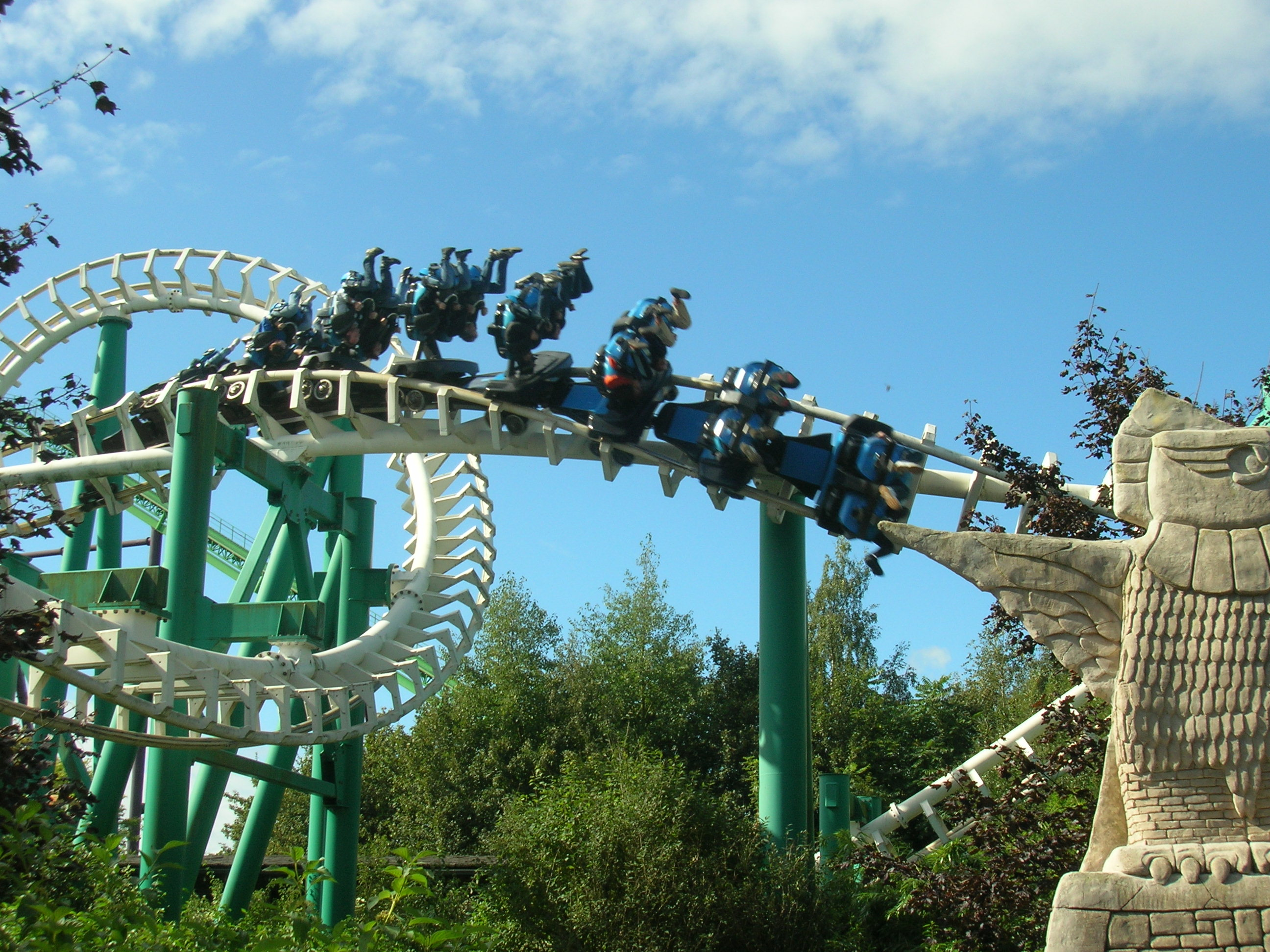
Condor in Walibi Holland
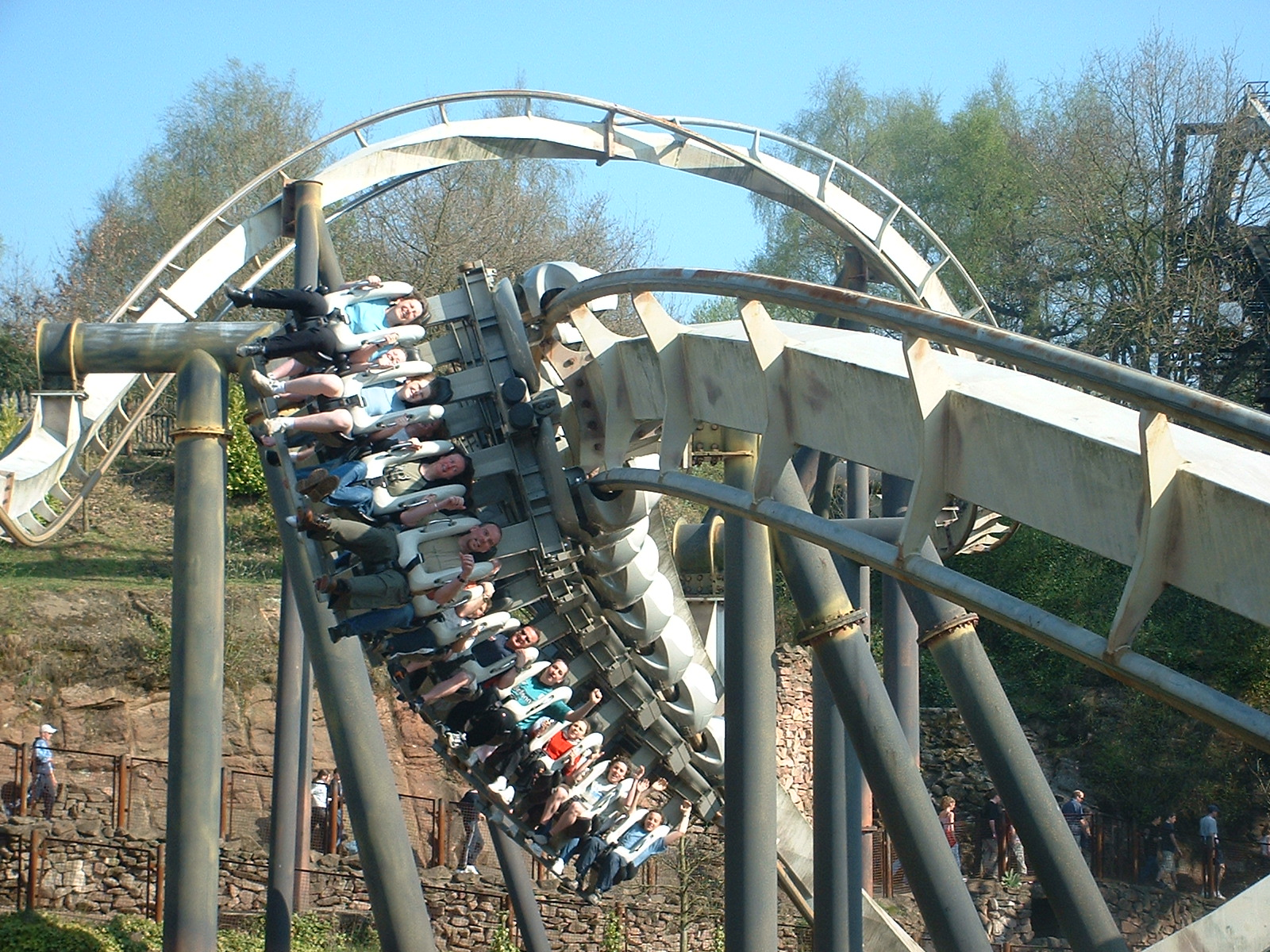
Nemesis in Alton Towers
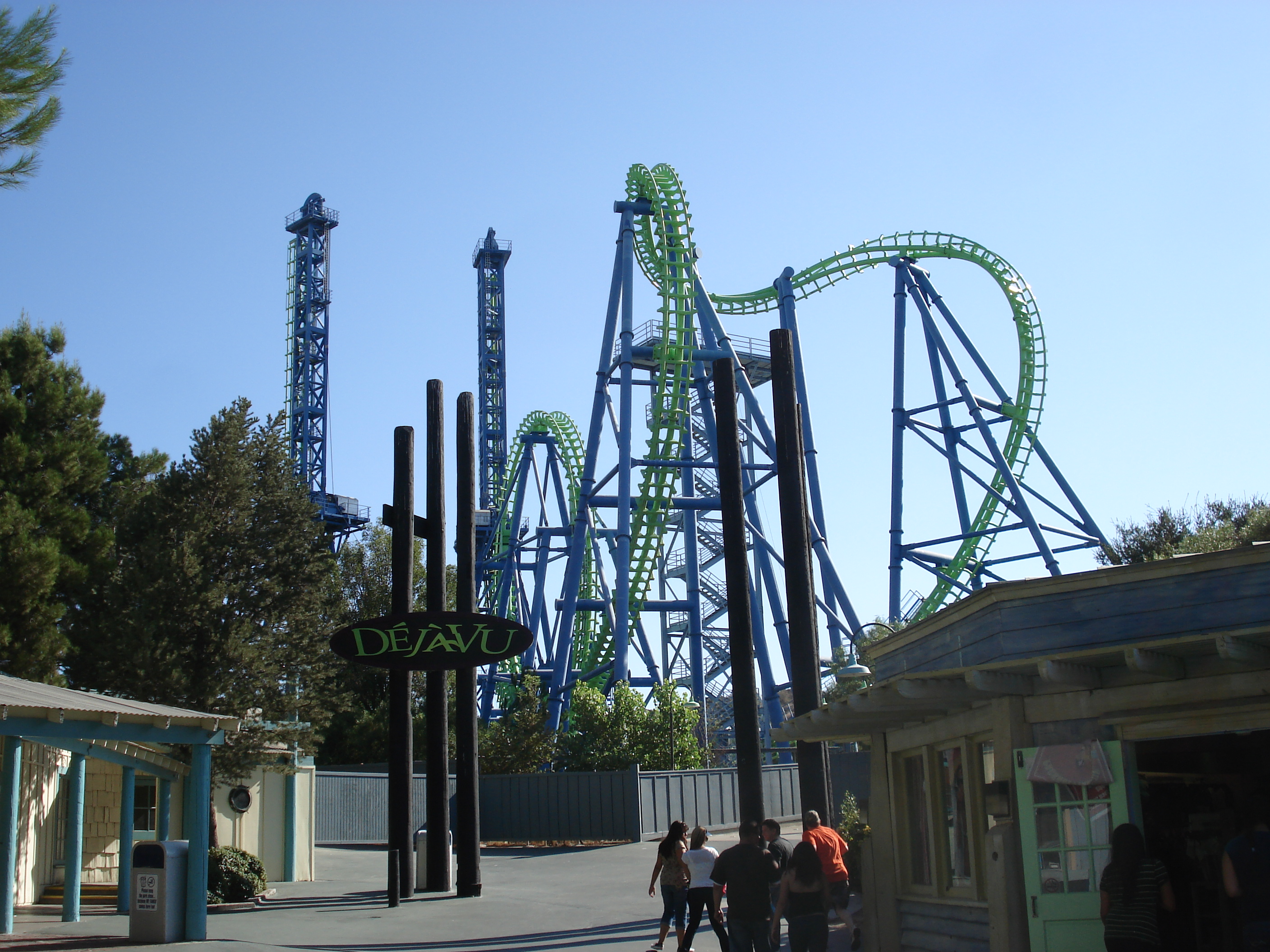
Déjà Vu in Six Flags Magic Mountain
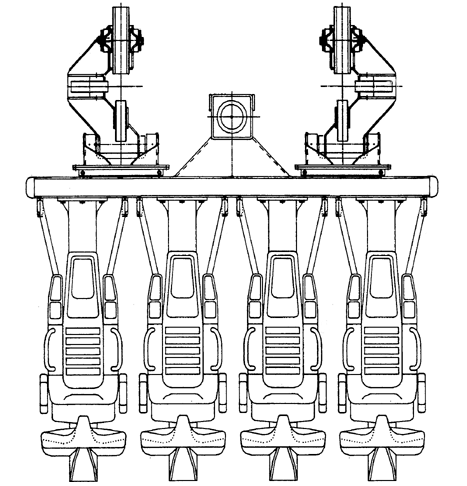
Een tekening van een Bolliger & Mabillard trein voor omgekeerde achtbanen